# Macrosiphum americanum
Macrosiphum americanum är en insektsart. Macrosiphum americanum ingår i släktet Macrosiphum och familjen långrörsbladlöss. Inga underarter finns listade i Catalogue of Life.